# Fahrsicherheitszentrum

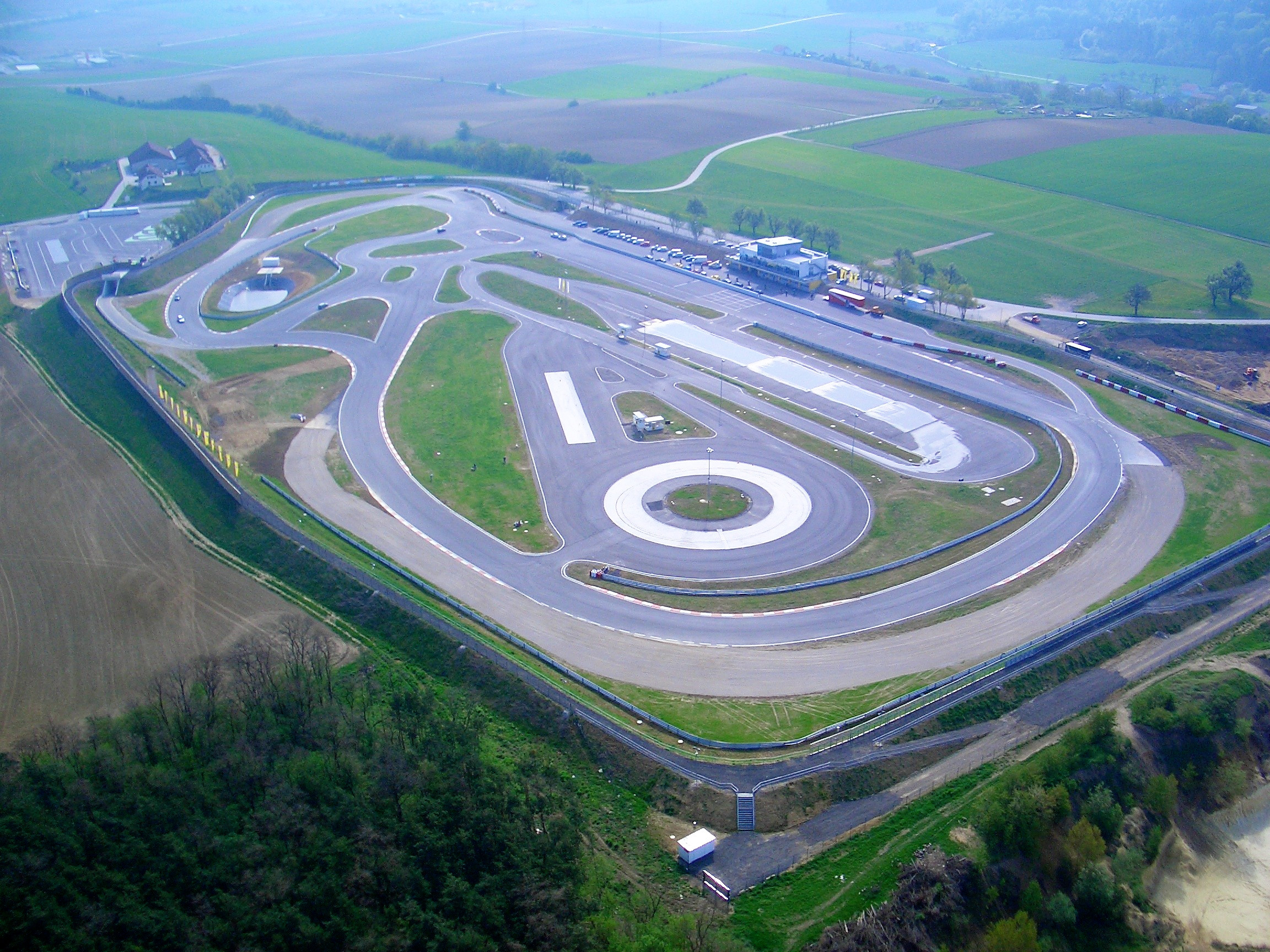
Luftbild des Wachaurings in Melk, einem Fahrsicherheitszentrum des ÖAMTC in Österreich

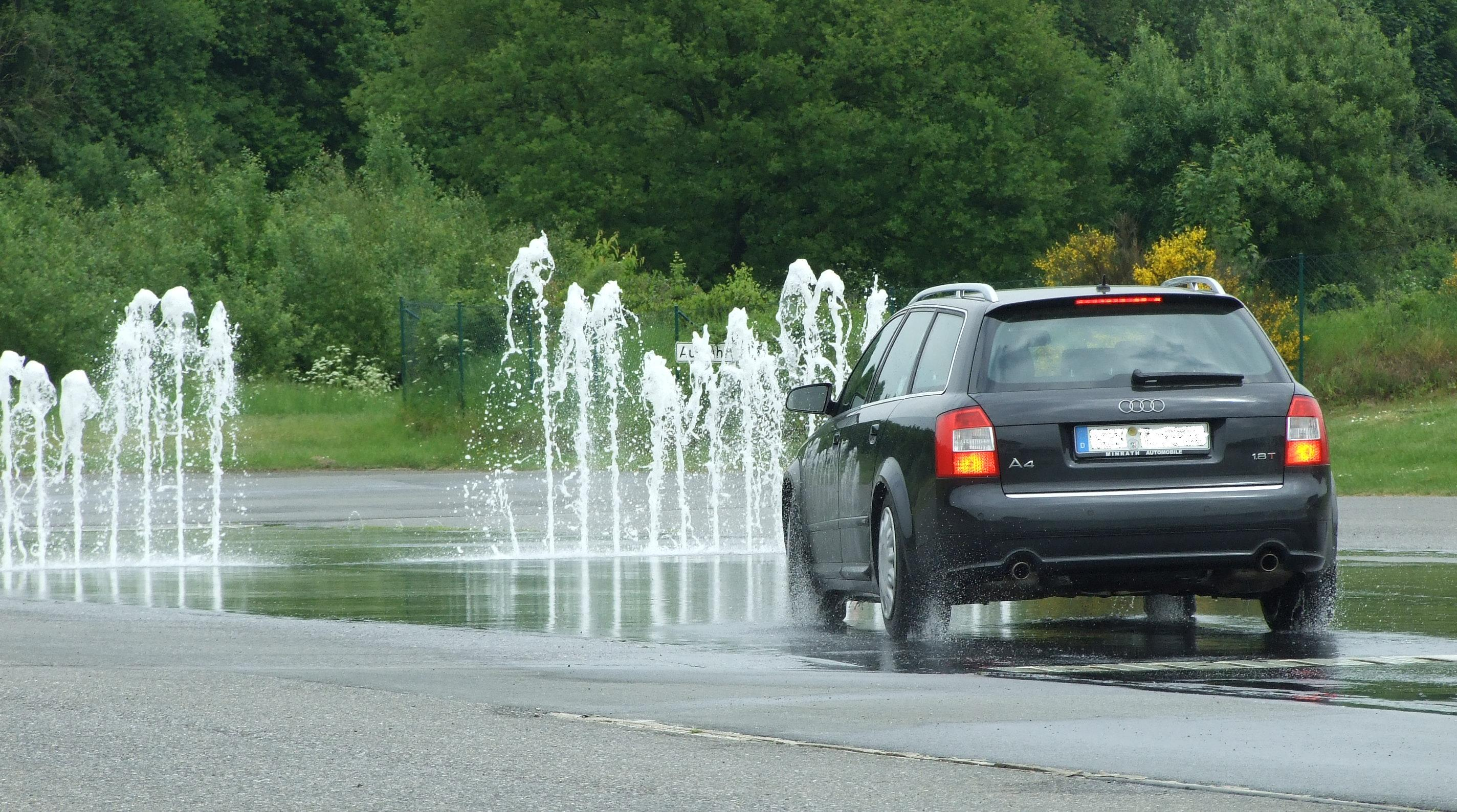
Eine künstliche Wasserwand

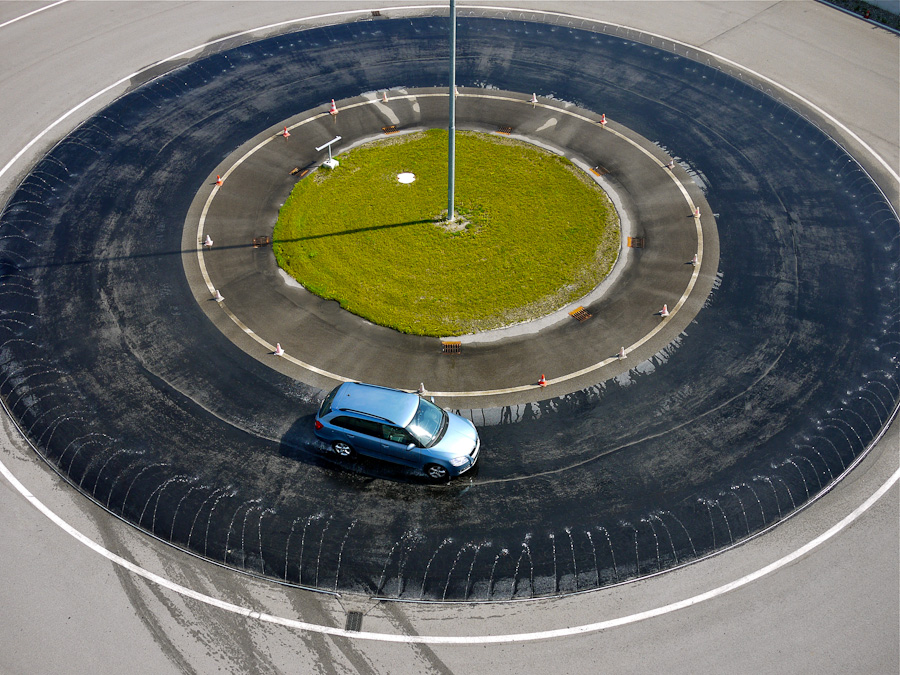
Die bewässerte Kreisbahn des ARBÖ-Fahrsicherheitszentrums in Wien – Luftaufnahme

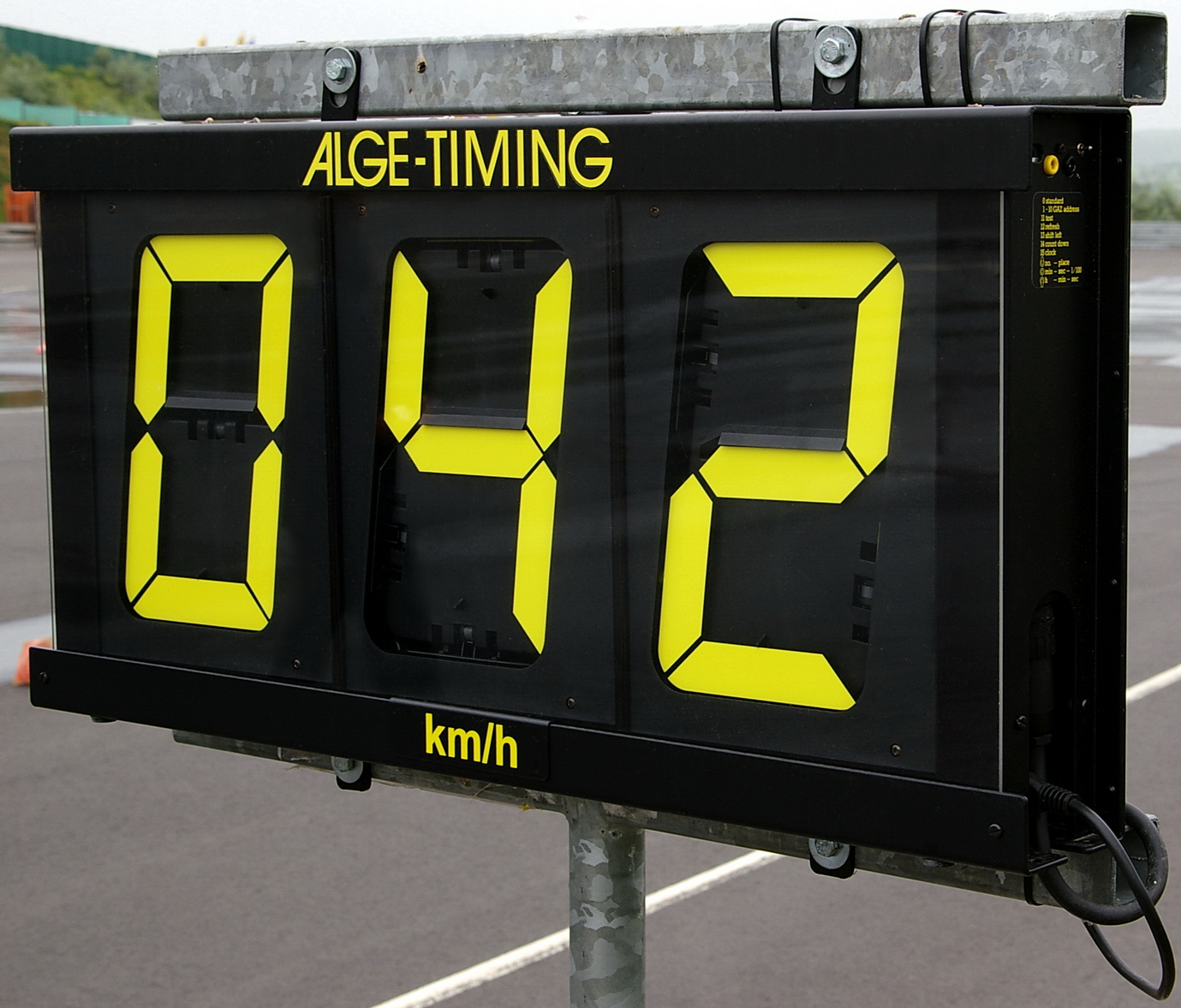
Fahrgeschwindigkeitsanzeige bei Einfahrt in einen Parcours

Ein Fahrsicherheitszentrum (auch Fahrtechnikzentrum oder Fahrsicherheitsanlage) ist ein künstlich angelegtes und zu öffentlichen Straßen abgegrenztes Areal, auf dem Kraftfahrer ein Fahrsicherheitstraining absolvieren können. In einem Fahrsicherheitszentrum können dazu kritische Verkehrssituationen simuliert werden. Auf einem Verkehrsübungsplatz werden hingegen alltägliche Verkehrssituationen trainiert. Betreiber der Fahrsicherheitszentren sind in Deutschland der ADAC mit 11 Fahrsicherheitszentren (Stand Januar 2014) und die Landesverkehrswachten.

## Zweck und Ausstattung
Die Fahrsicherheitszentren sind ausgestattet für theoretische und praktische Fahrausbildung. Diese Plätze sollen aber keine Konkurrenz zur normalen Fahrschule, sondern eine Ergänzung darstellen.
Zu einer Fahrsicherheitsanlage gehören angemessen dimensionierte, gerade Flächen für Brems- und Ausweichmanöver, kurze Bergstrecken sowie Kreisbahnen und Bogenelemente zum Training von Kurventechnik. Auf den aus Kunststoff oder Metall bestehenden Gleitflächen, die bewässert werden, wird die Haftreibung der Reifen reduziert, um bei niedrigen Geschwindigkeiten Fahrsituationen höherer Geschwindigkeiten zu simulieren oder um winterliche Straßenverhältnisse (befahren von Schnee) darzustellen. Wichtig ist dabei die Reproduzierbarkeit der Situation um dem Trainierenden einen Erfahrungszuwachs zu vermitteln. Bremsen auf einseitig glatter Fahrbahn und das „Abfangen eines Fahrzeugs“ nach Ausbrechen einer Achse mittels Schleuderplatte können ebenfalls trainiert werden und runden die Trainingsmöglichkeiten eines Fahrsicherheitszentrums ab. Für alle Trainingsflächen müssen speziell gestaltete, ausreichend große Sicherheitszonen zur Verfügung stehen. Weiterhin kommen bei einer Vielzahl der Trainingsplätze Geschwindigkeitsmessanlagen sowie Funkgeräte zum Einsatz. Einige größere und technisch aufwändiger gestaltete Anlagen verfügen zudem über elektronisch gesteuerte Schleuderplatten, die das Auto für Abfang-Übungen ins Schleudern bringen, über computergesteuerte Wasserfontänen, mit denen plötzlich auftretende Hindernisse simuliert werden oder eine flutbare Fahrspur im Asphalt mit einer Wassertiefe von 5 bis 10 cm. In einer solchen Sektion wird Aquaplaning simuliert.
Üblicherweise wird das Fahrsicherheitstraining mit dem eigenen Fahrzeug durchgeführt. Für Motorräder, LKW und Anhänger werden spezielle Übungen angeboten. Mit umgerüsteten Tankfahrzeugen, die zusätzlich Stützräder haben, kann man die Kippgrenze dieses Fahrzeuges erfahren.

## Österreich
War in Österreich die Absolvierung eines Fahrtechniktrainings nur auf freiwilliger Basis, so ist es seit 2003 in einem Zeitraum von 3 bis 9 Monaten nach Erwerb des Führerscheines für die Klasse A oder B im Rahmen der Mehrphasenausbildung Pflicht.
Aber auch für die Führerscheinklassen für LKW gibt es solche Kurse, die oft von Mitarbeitern von Frächtern besucht werden. Diese Kurse werden auch teilweise von der AUVA der (Allgemeinen Unfallversicherungsanstalt) finanziell unterstützt. Auch Fahrer der Einsatzorganisationen, wie der Feuerwehr, besuchen die Fahrtechnikzentren um das Fahrkönnen zu perfektionieren.
Als Vorgänger dieser Zentren gab es sogenannte Verkehrsübungsplätze schon seit den 1960er Jahren, die ebenfalls von den beiden Autofahrerclubs betrieben wurden. Der Besuch solcher Plätze war jedoch auf rein freiwillige Basis beschränkt.

## Deutschland

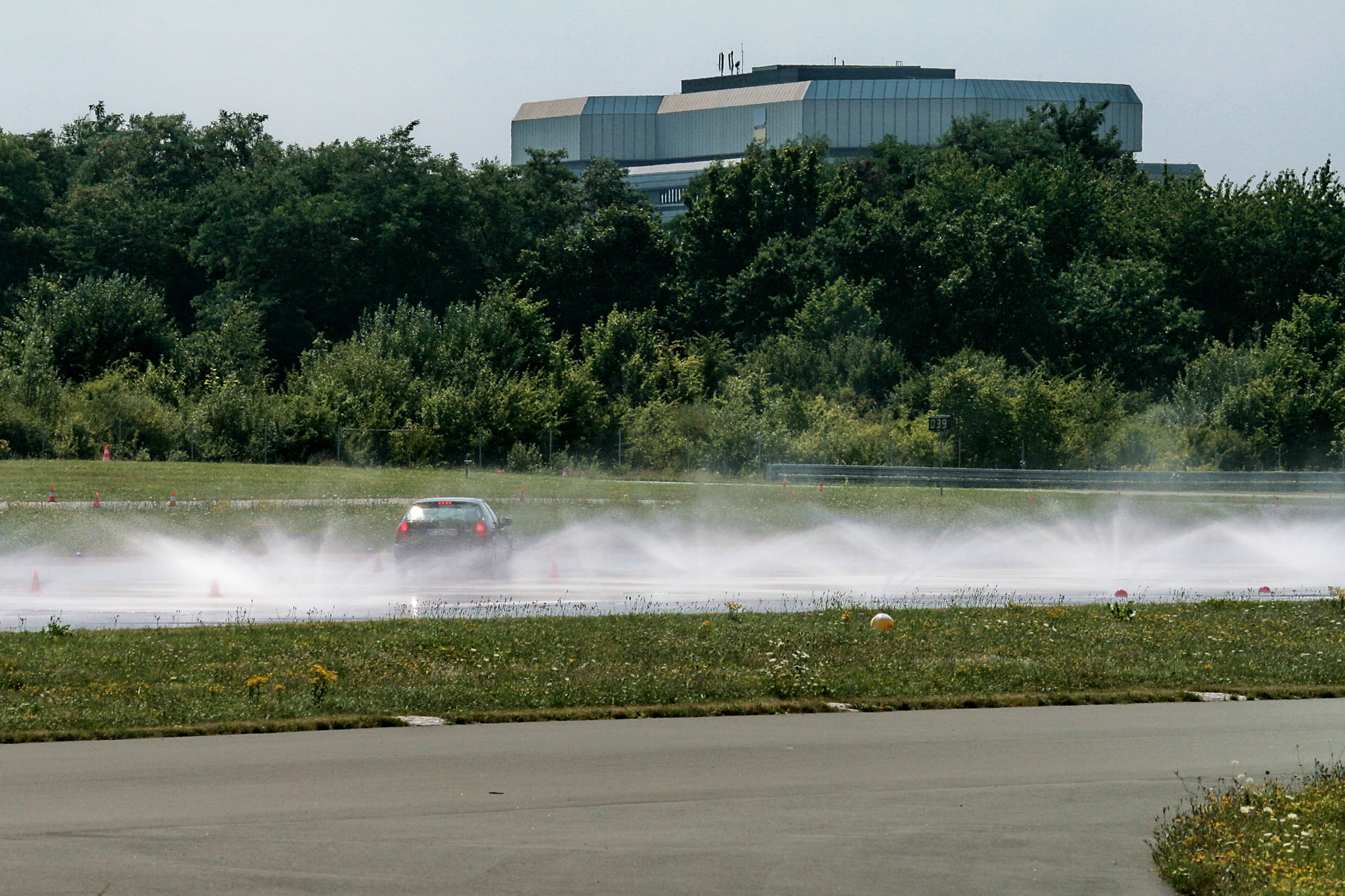
Fahrsicherheitszentrum in Laatzen

Seit Mitte 2004 besteht für Fahranfänger mittels einer freiwilligen Fortbildung (Fortbildung für Fahranfänger), die ein Sicherheitstraining auf einem Fahrtechnikzentrum umfasst, die Möglichkeit, die obligatorische Probezeit von zwei Jahren auf nur ein Jahr zu verkürzen.
In Deutschland werden die meisten Fahrsicherheitsanlagen vom ADAC betrieben. Diese unterliegen den Richtlinien des Deutschen Verkehrssicherheitsrates (DVR), um eine gleichbleibende Qualität von Fahrsicherheitstrainings gewährleisten zu können.

## Italien
Seit 2008 besteht ein Fahrsicherheitszentrum in Pfatten, einem Ort des Südtiroler Unterlandes. Die Anlage des Safety Parks bietet 160.000 m² Piste für verschiedensten Fahrsicherheitskurse. Für Freizeitaktivitäten stehen eine 1.000 m lange Kartbahn und ein selektiver Off-Roadkurs zur Verfügung.